# Minha História (canção de Chico Buarque)
"Minha história " (título original en italiano 4/3/1943) é uma canção de 1971 composta pelo músico italiano Lucio Dalla e, apresentado pela primeira vez no Festival de Sanremo de 1971, juntamente com o grupo Beat Equipe 84, foi a revelação da edição do festival, em que obteve a terceira colocação. Na versão do Equipe 84, fica em primeiro lugar nas paradas italianas em 1971. A música alcançou um sucesso notável. 
Foi interpretada em francês por Dalida com texto de Pierre Delanoë e o título "Jésus bambino", e em português pelo autor brasileiro Chico Buarque, com o título "Minha história".